# 田楽

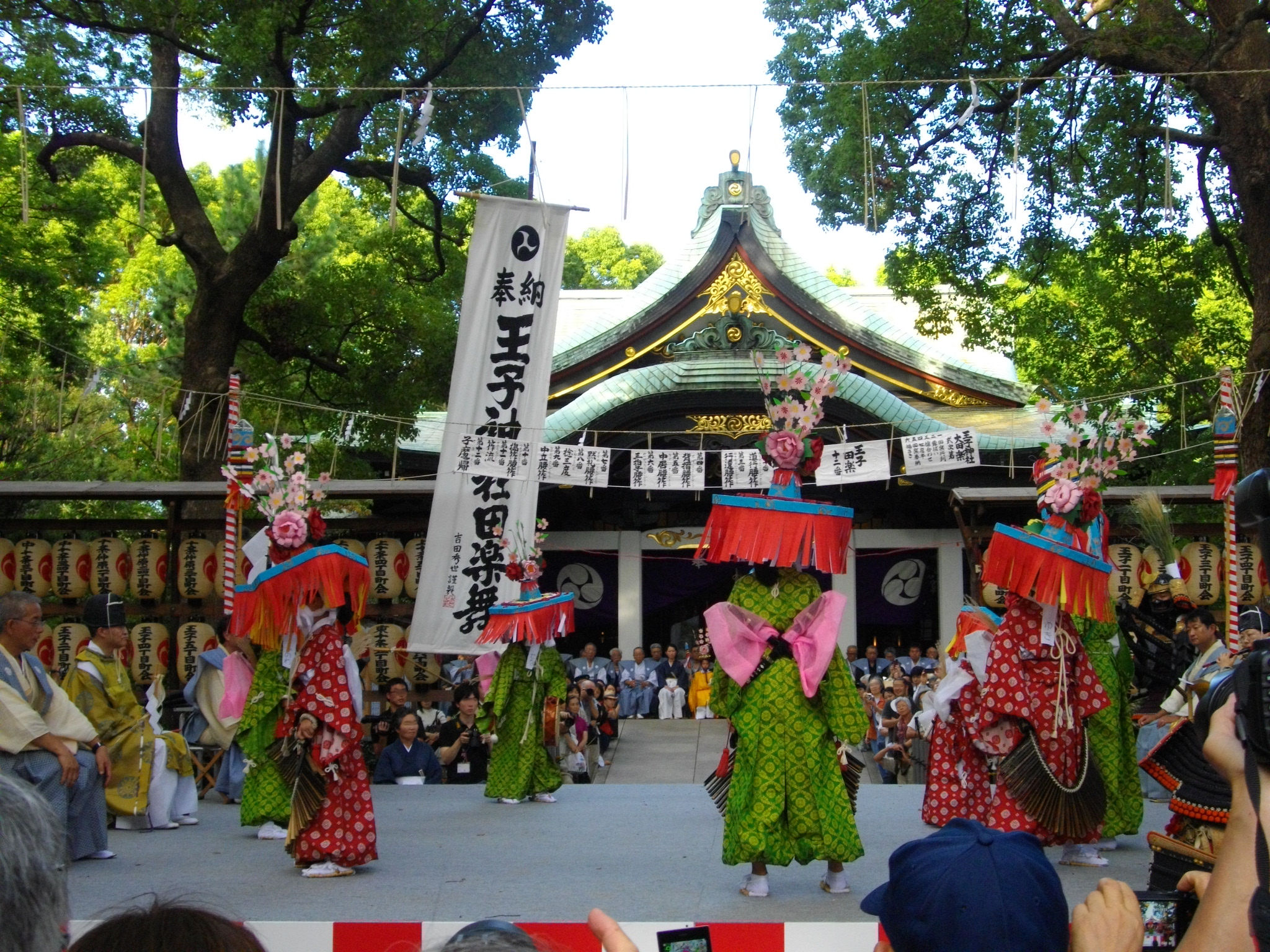
東京・王子田楽（2014年）

田楽（でんがく）は、平安時代中期に成立した日本の伝統芸能。楽と躍りなどから成る。「田植えの前に豊作を祈る田遊びから発達した」「渡来のものである」などの説があり、その由来には未解明の部分が多い。

## 概要
もともと耕田儀礼の伴奏と舞踊だったものが仏教や鼓吹と結びついて一定の格式を整え、芸能として洗練されていった。やがて専門家集団化した田楽座は在地領主とも結びつき、神社での流鏑馬や相撲、王の舞などとともに神事渡物の演目に組み入れられた。
中世以来、各地に伝わる民俗芸能の田楽をまとめると、共通する要素は次のようになる。
- びんざさらを用いる
- 腰鼓など特徴的な太鼓を用いるが、楽器としてはあまり有効には使わない
- 風流笠など、華美・異形な被り物を着用する
- 踊り手の編隊が対向、円陣、入れ違いなどを見せる舞踊である
- 単純な緩慢な踊り、音曲である
- 神事であっても、行道の工程が重視される
- 王の舞、獅子舞など、一連の祭礼の一部を構成するものが多い

## 歴史
文献史料に残された田楽と、今日に伝わる郷土芸能の田楽には開きがあり、時期によってその中身に変化があったと考えられる。田楽の文献史料では992年の『和泉大鳥社流記帳』が最も古いとされるが、史料的にやや疑問がある。次いで古い記録には、998年の『日本紀略』に京都松尾神社の祭礼で山崎の津人が田楽を演じたという記録がある。

### 平安時代
平安時代に書かれた『栄花物語』には田植えの風景として歌い躍る「田楽」が描かれており、大江匡房の『洛陽田楽記』によれば、永長元年（1096年）には「永長の大田楽」と呼ばれるほど京都の人々が田楽に熱狂し、貴族たちがその様子を天皇にみせたという。平安後期には寺社の保護のもとに座（田楽座）を形成し、田楽を専門に躍る田楽法師という職業的芸人が生まれた。
草創期の田楽は御霊会との結びつきが強く、仏事に演じられる舞楽に対して卑俗な演芸と見られていた様子が、比叡山の教円座主の若い頃の逸話として『今昔物語』に「近江国矢馳郡司堂供養田楽語第七」として残されており、当時の田楽の様子も活写されている。

### 鎌倉・室町時代
鎌倉時代にはいると、田楽に演劇的な要素が加わって田楽能と称されるようになった。鎌倉幕府の執権北条高時は田楽に耽溺したことが『太平記』に書かれており、室町幕府の4代将軍足利義持は増阿弥の芸を好んだことが知られる。田楽ないし田楽能は「能楽」の一源流であり、「能楽」の直接の母体である猿楽よりむしろ高い人気を得ていた時代もあった。
田楽は、大和猿楽の興隆とともに衰えていったが、現在の能（猿楽の能）の成立に強い影響を与えた。能を大成した世阿弥は、「当道の先祖」として田楽から一忠（本座）、喜阿弥（新座）の名を挙げている。

### 近世以後
江戸時代には一部の故実家や国学者が関心を向ける程度で、芸能としてはほぼ忘れ去られた存在となっていたが、大正末から戦後にかけて興った芸能史・民俗芸能研究とその野外調査の結果、日本各地の神事祭礼のなかに残された田楽の記録が集積された。

## 郷土芸能
現在までに、びんざさらを使う躍り系の田楽と、擦りささらを使う田はやし系の田楽とに分かれてきた。躍り系の田楽には、豊穣を祈念するものと、魔事退散を祈念するものとがある。
文化財指定
2009年現在、以下の24件が民俗芸能の田楽の分類で、重要無形民俗文化財に指定されている（指定日 都道府県）。このうち秋保の田植踊および那智の田楽はユネスコ無形文化遺産に登録されている。
- 秋保の田植踊（1976年5月4日 宮城県）
- 板橋の田遊び（1976年5月4日 東京都）
- 西浦の田楽（1976年5月4日 静岡県）
- 藤守の田遊び（1977年5月17日 静岡県）
- 睦月神事（1978年5月22日 福井県）
- 八戸のえんぶり（1979年2月3日 青森県）
- 山屋の田植踊（1981年1月21日 岩手県）
- 花園の御田舞（1981年1月21日 和歌山県）
- 磯部の御神田（1990年3月29日 三重県）
- 石井の七福神と田植踊（1995年12月26日 福島県）
- 田原の御田（2000年12月27日 京都府）
- 塩原の大山供養田植（2002年2月12日 広島県）
- 御宝殿の稚児田楽・風流（1976年5月4日 福島県）
- 水海の田楽・能舞（1976年5月4日 福井県）
- 那智の田楽（1976年5月4日 和歌山県）
- 吉良川の御田祭（1977年5月17日 高知県）
- 三河の田楽（1978年5月22日 愛知県）
- 住吉の御田植（1979年2月3日 大阪府）
- 下呂の田の神祭（1981年1月21日 岐阜県）
- 杉野原の御田舞（1987年12月28日 和歌山県）
- 隠岐の田楽と庭の舞（1992年3月11日 島根県）
- 安芸のはやし田（1997年12月15日 広島県）
- 白鬚神社の田楽（2000年12月27日 佐賀県）
- 都々古別神社の御田植（2004年2月6日 福島県）